# 白く渇いた季節
『白く渇いた季節』（しろくかわいたきせつ、原題：A Dry White Season）は、1989年製作のアメリカ合衆国の映画。
南アフリカ共和国で行われていたアパルトヘイトを題材としたアンドレ・ブリンク原作の小説の映画化。

## あらすじ
1976年、アパルトヘイト体制下の南アフリカ共和国。白人教師のベンの雇っている黒人庭師のゴードンの息子ジョナサンがある日、顔に大きな傷を負って帰ってきた。公安警察に逮捕されて酷い拷問を受けたのだ。
それから数日後、ジョナサンが行方不明となった。その日、黒人たちによる政府の劣悪な教育制度に抗議するデモが行われ、公安警察の容赦ない暴力による鎮圧で多くの犠牲者が出ていた。それを知ったベンは調査した結果、ジョナサンがそのデモに参加して公安警察の鎮圧で死亡し、密かにどこかに埋められたことをつき止め、ゴードンに伝える。
ゴードンは息子の遺体が埋められた場所を探し求めるが、彼もまた逮捕される。そして、ベンのもとにゴードンが獄中で自殺したという知らせが届く。ベンは初めて白人居住区から出て、ソウェトにあるゴードンの自宅に向かう。しかし、自殺したとされるゴードンの遺体には明らかに拷問による無数の傷が付いていた。
今までアパルトヘイトに何の疑問も持っていなかったベンは、ここで初めてアパルトヘイトの残酷な現実に怒りを感じる。ベンはゴードンの妻エミリーと、彼らと親友のスタンリーらと共にゴードンらの死亡に公安警察が関わっているという事実を明らかにしようと決意する。
ベン達は人権派弁護士として名高いマッケンジーをたて、彼らを死に追いやった張本人が公安警察のストルツ警部であるという事実を明らかにしようとするが、当局は決して認めようとはせず、裁判は敗訴に終わる。
その後、ベンのもとには様々な嫌がらせが相次ぎ、妻のスーザンも去っていくが、それでも正義を求めて戦う決意をしたベンの意思が揺らぐことはなく、彼はジャーナリストのメラニーの協力を得て新たな証拠を次々と集める。
やがて身の危険を察したベンは、集めた証拠を唯一の理解者である息子のヨハンに託し、マスコミの手に届けさせようとするが…。

## キャスト
- ベン・デュトワ：ドナルド・サザーランド
- イアン・マッケンジー：マーロン・ブランド
- メラニー・ブルーワー：スーザン・サランドン
- ストルツ警部：ユルゲン・プロホノフ
- スーザン・デュトワ：ジャネット・サズマン
- スタンリー：ゼイクス・モカエ
- ゴードン：ウィンストン・ヌショナ
- 判事：マイケル・ガンボン

## その他
当時俳優を引退していたマーロン・ブランドはこのプロジェクトに感動し、俳優に復帰した。彼はわずか4000ドルのギャラで出演し、ギャラは反アパルトヘイト団体へ寄付した。
ブランドは第62回アカデミー賞助演男優賞をはじめ多くの賞にノミネートされ、第3回東京国際映画祭で最優秀男優賞を受賞した。